# Maple Ridge (Kolumbia Brytyjska)
Maple Ridge (pełna nazwa: Maple Ridge District Municipality) – dystrykt gminny w prowincji Kolumbia Brytyjska, w Kanadzie, leżący na wschód od Vancouver.